# E41

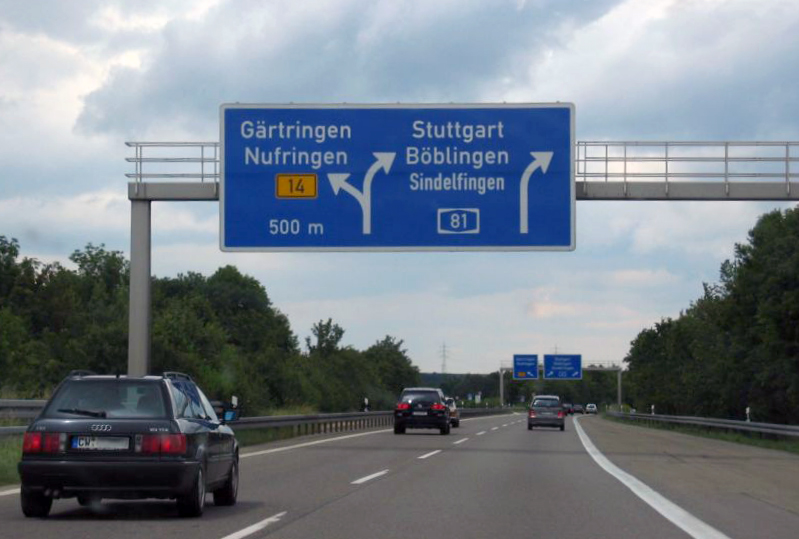
Tysklands enda avfart till vänster, vid Gärtringen söder om Stuttgart.

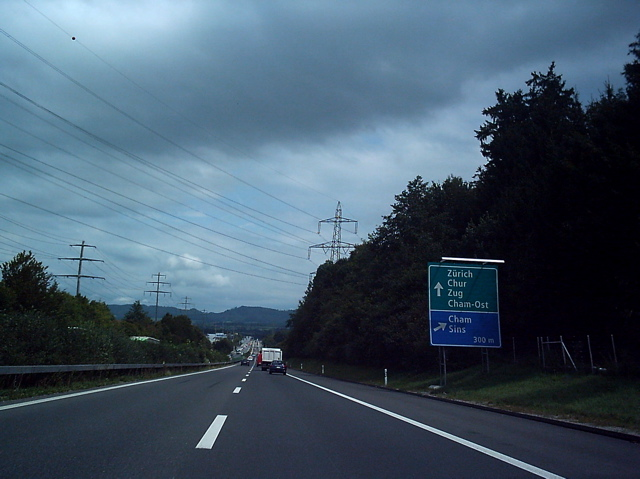
E41/A4 vid Cham söder om Zürich.

E41 eller Europaväg 41 är en 760 kilometer lång Europaväg som börjar i Dortmund i Tyskland och slutar i Altdorf i Schweiz.

## Sträckning
Dortmund - Siegen - Wetzlar - Giessen - Aschaffenburg - Würzburg - Stuttgart - (gräns Tyskland-Schweiz) - Schaffhausen - Winterthur - Zürich - Altdorf

## Standard
Vägen är till större delen motorväg, främst följer den nr A45 och A81. Det finns korta landsvägssträckor på några platser.

## Anslutningar
| - E34 - E37 - E40 - E44 |  | - E451 - E50 - E52 - E531 |  | - E54 - E60 - E35 |